# Lake Geneva
Lake Geneva é uma cidade localizada no estado norte-americano de Wisconsin, no Condado de Walworth.

## Demografia
Segundo o censo norte-americano de 2000, a sua população era de 7148 habitantes.
Em 2006, foi estimada uma população de 8155, um aumento de 1007 (14.1%).

## Geografia
De acordo com o United States Census Bureau tem uma área de
15,1 km², dos quais 13,0 km² cobertos por terra e 2,1 km² cobertos por água. Lake Geneva localiza-se a aproximadamente 298 m acima do nível do mar.

## Localidades na vizinhança
O diagrama seguinte representa as localidades num raio de 12 km ao redor de Lake Geneva.